# Монте Лукети (Витербо)
Монте Лукети је насеље у Италији у округу Витербо, региону Лацио.
Према процени из 2011. у насељу је живело 29 становника. Насеље се налази на надморској висини од 308 м.